# Biserka Rajčić
Biserka Rajčić, cyr. Бисерка Рајчић (ur. 1940 w Jelašnicy k. Zaječaru) – serbska pisarka, tłumaczka literatury polskiej, bibliotekarka.

## Życiorys
Szkołę podstawową i gimnazjum ukończyła w Zaječarze. Studia slawistyczne (Katedra Języków Słowiańskich Europy Wschodniej i Zachodniej oraz Literatury) ukończyła na Wydziale Filologicznym Uniwersytetu Belgradzkiego. Jest uczennicą i kontynuatorką prac translatorskich tłumacza literatury polskiej Petara Vujičicia. Tłumaczy z języka polskiego, rosyjskiego, czeskiego, słowackiego, a także bułgarskiego. Pracowała w Narodowej Bibliotece Serbii i w bibliotece Serbskiej Akademii Nauk i Sztuk SANU. Od 1967 współpracuje z redakcją literacką Programu Drugiego i Trzeciego Radia Belgrad, studia B, B 92, a przed rozpadem Jugosławii także Radia Sarajewo i Zagrzeb.
Jest autorką wielu esejów i artykułów poświęconych polskiej literaturze i sztuce, a w szczególności teatrowi. Bibliografia B. Rajčić obejmuje 1584 pozycje. W jej dorobku translatorskim jest 77 publikacji, z różnych dziedzin humanistyki. Na liście przetłumaczonych przez nią polskich autorów jest ponad 330 polskich pisarzy, a także filozofów i historyków. Przetłumaczyła wiele sztuk i omówiła twórczość m.in.: Stanisława Ignacego Witkiewicza, Witolda Gombrowicza, Tadeusza Różewicza, Sławomira Mrożka, Erwina Axera, Tadeusza Kantora, Krystiana Lupy, a także teksty teoretyków teatru: Jana Kotta, Jerzego Ziomka, Edwarda Csató, Konstantego Puzyny i innych.
W latach 2000–2004 wystawiono w jej tłumaczeniu Kartotekę Tadeusza Różewicza, Antygonę w Nowym Jorku i Czwartą siostrę Janusza Głowackiego, sztuki Ingmara Villqista i Krzysztofa Bizio.
Jest autorką monografii Cywilizacja polska – syntezy wiedzy o polskiej kulturze, wydanej w 2003 (wyd. Geopoetika, ISBN 86-7666-000-X) oraz książki „Moj Krakov”.
W 2015 w wydawnictwie Universitas ukazała się książka Łukasza Mańczyka, pt. Biserka. Publikacja otrzymała laur Krakowskiej Książki Miesiąca.
Należy do Stowarzyszenia Pisarzy Serbskich i do serbskiego PEN Clubu. Jest Honorowym członkiem Stowarzyszenia Pisarzy Polskich.

## Nagrody i wyróżnienia
- Nagroda Jovana Maksimovicia za tłumaczenia z języka rosyjskiego (1984)[2]
- Nagroda literacka ZAiKS-u dla tłumaczy (1989)[2][3]
- Srebrny Krzyż Zasługi (1991)[2]
- Nagroda im. Zbigniewa Dominiaka przyznawaną tłumaczom poezji polskiej na języki słowiańskie (2004)[2]
- Nagroda im. Stanisława Ignacego Witkiewicza za propagowanie polskiej kultury teatralnej na świecie (2007)[2]
- Nagroda Transatlantyk Instytutu Książki przyznawanej najwybitniejszym tłumaczom literatury polskiej (2009)[2]
- Honorowe Obywatelstwo Krakowa na wniosek Stowarzyszenia Pisarzy Polskich (2018)[4][5]
- Odznaka Honorowa „Bene Merito” (2022)[6]